# 唐毅 (1975年)
唐毅（1975年2月—），四川华蓥人，汉族，中国共产党党员。中华人民共和国政治人物。现任内蒙古自治区人民政府党组成员、副主席，中共赤峰市委书记。

## 生平
曾任乌海市市长、中共乌海市委书记等职务。2024年10月出任中共赤峰市委书记。
2025年7月，任内蒙古自治区人民政府党组成员、副主席。